# Raise Your Glass
«Raise Your Glass» —en español: Alza tu copa— es el primer sencillo de la cantante de pop/rock Pink del álbum de grandes éxitos Greatest Hits... So Far!!!. La canción fue lanzada en el sitio oficial de la cantante el 6 de octubre de 2010. La canción fue escrita por Pink, Max Martin y Shellback. La canción ha comenzado a ser un éxito llegando al debut en el número 1 en Australia y Estados Unidos, también llegando al top 20 de varios países como los Países Bajos, Canadá y Nueva Zelanda y es la segunda canción de Pink en llegar al n.º1 en el Billboard Hot 100.

## Antecedentes
«Raise Your Glass» fue anunciado como el primer sencillo del álbum de grandes éxitos de la cantante Greatest Hits... So Far!!!, el 1 de octubre de 2010. Como es acostumbrado de la cantante, la canción sigue un fuerte estilo pop/rock. Pink, describe la canción como "Una celebración para las personas que se sienten excluidas de la sociedad". En una entrevista para MTV, la cantante dijo: «No sé si va a ser un gran éxito, pero es una nueva canción, compuse tres canciones nuevas, fue un buen momento. Tardé dos años sin escribir algo nuevo, quería hacer una canción para los ignorados. Tú no tienes que ser popular cuando eres un artista que está de gira, sólo tienes que ser bueno, y esto es un agradecimiento para los fans». «Raise Your Glass» llegó al número 1 en el Billboard Hot 100 convirtiéndose en la cuarta artista en ubicar un sencillo de un álbum recopilatorio en el N°1, la primera fue Madonna con «Justify My Love» seguida por Beyoncé con «Check on it» como la segunda y la tercera es Britney Spears con «3».

## Vídeo musical
El vídeo se rodó el 4 de octubre, y la sinopsis del vídeo muestra una experiencia que tuvo la cantante con respecto al matrimonio homosexual. Expresando su punto de vista con respecto a la situación del matrimonio LGTB, que no debe ser diferente al matrimonio convencional. La cantante comenta: "Realicé la boda de mi mejor amiga - que es homosexual - en el patio de mi casa, realmente fue hermoso, al finalizar la ceremonia, la madre de ella pregunto: ¿Por qué esto no puede ser legal?, y se puso a llorar. Fue algo muy doloroso, por eso lo quise mostrar en mi vídeo".[cita requerida] El vídeo fue estrenado el 2 de noviembre en la página oficial de la cantante al igual que en su canal de YouTube.
También muestra fuertes imágenes sobre el especismo. La cantante muestra su rechazo hacia la tauromaquia y la industria láctea. En una de las escenas se muestra a un torero sufriendo las mismas agresiones que sufren los animales en los rodeos. En otra escena se muestra lo que parece ser una granja de leche de humanas: cuatro mujeres sentadas con tubos enganchados a sus pezones para extraerles la leche. Uno de tres personajes que se encuentran en el lugar con pasamontañas (haciendo homenaje aquí a los rescatistas anónimos que se meten en estos lugares para rescatar a los animales), sostiene un biberón que esta directamente conectado con estos tubos mamarios y se lo da a un ternero.

## Posicionamiento en listas
| Listas (2010-2011)                      | Mejor posición |
| --------------------------------------- | -------------- |
| Australia (ARIA)                        | 1              |
| Austria (Ö3 Austria Top 40)             | 9              |
| Bélgica (Flandes) (Ultratop 50)         | 20             |
| Bélgica (Valonia) (Ultratop 50)         | 29             |
| Canadá (Canadian Hot 100)               | 2              |
| República Checa (Rádio Top 100)         | 1              |
| Dinamarca (Tracklisten)                 | 12             |
| European Hot 100                        | 10             |
| Finlandia (OFC)                         | 5              |
| Francia (SNEP)                          | 37             |
| Alemania (Offizielle Deutsche Charts)   | 5              |
| Hungría (Rádiós Top 40)                 | 1              |
| Irlanda (IRMA)                          | 10             |
| Japón (Japan Hot 100)                   | 19             |
| Países Bajos (Dutch Top 40)             | 4              |
| Países Bajos (Mega Single Top 100)      | 3              |
| Nueva Zelanda (Recorded Music NZ)       | 5              |
| Noruega (VG-lista)                      | 14             |
| Polonia (Polish Airplay New)            | 1              |
| Rumania (UPFR)                          | 27             |
| Escocia (Scottish Singles Sales Chart)  | 5              |
| Eslovaquia (Rádio Top 100)              | 17             |
| Suecia (Sverigetopplistan)              | 15             |
| Suiza (Schweizer Hitparade)             | 9              |
| Reino Unido (UK Singles Chart)          | 13             |
| Estados Unidos (Billboard Hot 100)      | 1              |
| Estados Unidos (Adult Contemporary)     | 9              |
| Estados Unidos (Adult Top 40)           | 1              |
| Estados Unidos (Hot Dance Club Songs)   | 17             |
| Estados Unidos (Dance/Mix Show Airplay) | 1              |
| Estados Unidos (Mainstream Top 40)      | 1              |
| Estados Unidos (Rhythmic)               | 20             |

| Listas (2010)                                 | Posición |
| --------------------------------------------- | -------- |
| Alemania (Official German Charts)             | 61       |
| Australia (ARIA)                              | 17       |
| Canadá (Canadian Hot 100)                     | 73       |
| Hungría (Rádiós Top 40)                       | 74       |
| Países Bajos (Dutch Top 40)                   | 49       |
| Reino Unido Singles (Official Charts Company) | 126      |

| Listas (2011)                                     | Posición |
| ------------------------------------------------- | -------- |
| Australia (ARIA)                                  | 86       |
| Canadá (Canadian Hot 100)                         | 18       |
| Hungría (Rádiós Top 40)                           | 3        |
| Países Bajos (Single Top 100)                     | 90       |
| Estados Unidos (Billboard Hot 100)                | 17       |
| Estados Unidos Adult Contemporary (Billboard)     | 19       |
| Estados Unidos Adult Top 40 (Billboard)           | 5        |
| Estados Unidos Dance/Mix Show Airplay (Billboard) | 20       |
| Estados Unidos Mainstream Top 40 (Billboard)      | 19       |

## Historial de lanzamientos
| Región         | Date                   | Format                           | Label      |
| -------------- | ---------------------- | -------------------------------- | ---------- |
| Reino Unido    | 6 de octubre de 2010   | Airplay                          | LaFace     |
| Reino Unido    | 8 de noviembre de 2010 | Sencillo en CD, descarga digital | LaFace     |
| Alemania       | 5 de noviembre de 2010 | Sencillo en CD, descarga digital | LaFace     |
| Australia      | 6 de octubre de 2010   | Descarga digital                 | LaFace     |
| Brasil         | 6 de octubre de 2010   | Descarga digital                 | Sony Music |
| Polonia        | 7 de octubre de 2010   | Descarga digital                 | LaFace     |
| Estados Unidos | 8 de octubre de 2010   | Descarga digital                 | LaFace     |